# Norte, la fin de l'histoire
Pour plus de détails, voir Fiche technique et Distribution.
Norte, la fin de l'histoire (Norte, hangganan ng kasaysayan) est un film dramatique philippin coécrit et réalisé par Lav Diaz, sorti en 2013. 

## Synopsis
Dans la région d'Ilocos, un homme simple est incarcéré pour un meurtre qu'il n'a pas commis.

## Fiche technique
- Titre original : Norte, hangganan ng kasaysayan
- Titre français : Norte, la fin de l'histoire
- Réalisation : Lav Diaz
- Scénario : Lav Diaz et Rody Vera
- Photographie : Larry Manda
- Montage : Lav Diaz
- Direction artistique : Karl Buenafe
- Production : Jackie Ongking et Raymond Lee
- Pays d’origine :  Philippines
- Langue : Tagalog
- Durée : 250 minutes
- Genre : Film dramatique
- Dates de sortie
  -  Hong Kong : 6 avril 2013 (festival international du film de Hong Kong)
  -  Philippines : 11 mars 2014
  -  France : 4 novembre 2015

## Distribution
- Archie Alemania
- Angeli Bayani
- Sid Lucero

## Distinctions

### Nominations
- Festival de Cannes 2013 : sélection « Un certain regard »
- Festival du film de New York 2013

- Film Independent's Spirit Awards 2015 : meilleur film international